# Brongniartia peninsularis
Brongniartia peninsularis är en ärtväxtart som beskrevs av Joseph Nelson Rose. Brongniartia peninsularis ingår i släktet Brongniartia och familjen ärtväxter. Inga underarter finns listade i Catalogue of Life.